# Tobias Mikkelsen
Tobias Mikkelsen est un footballeur international  danois, né le 18 septembre 1986 à Elseneur. Il évolue actuellement au poste d'attaquant.
Il a gagné la Royal League à la première année de sa carrière en 2007 avec le Brøndby IF. Technique et lucide, c'est un des joueurs les plus rapides de la sélection danoise de football.

## Biographie

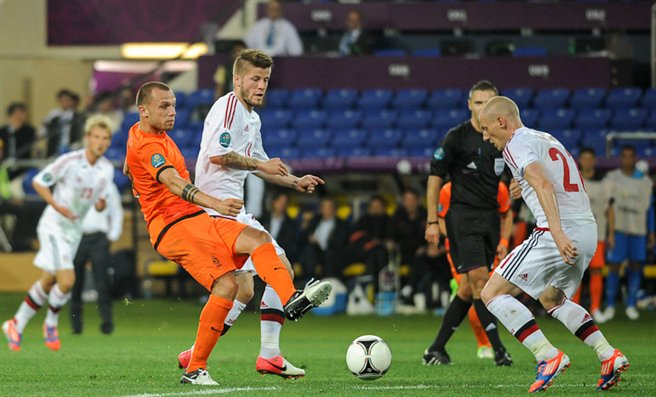
Tobias Mikkelsen (à gauche) face aux Pays-Bas à l'Euro 2012.

Mikkelsen est né à Elseneur, au Nord-Est de L'ile de Zélande où il passa son enfance, avec son père et sa mère. Il commence à jouer au foot assez tardivement vers ses quinze ans. Trois ans plus tard, il commencera à jouer pour le Lyngby BK, dans lequel il passera trois autres années avant de commencer une carrière professionnelle en 2007. La même année, il débute en Danemark Espoirs où il inscrira 2 buts à son premier match face à L'Andorre. Il rejoint également pour son premier club le Brøndby IF avec qui il gagne la Royal League en 2007. 
En 2011, il débute avec la sélection nationale danoise. Le 10 mars 2012, il joue son 100e match avec le FC Nordsjælland en SuperLiga (championnat danois). C'est également le deuxième club (derrière le Rosenborg BK) avec lequel il marquera le plus de buts (23). En 2013, il rejoint le Rosenborg BK.

## Palmarès
- FC Nordsjælland
  - Champion du Danemark en 2012.
  - Vainqueur de la Coupe du Danemark en 2010 et 2011.
- Brøndby IF
  - Vainqueur de la Coupe du Danemark en 2008.
  - Vainqueur de la Royal League en 2007.
- Greuther Fürth
  - Champion d'Allemagne de D2 en 2012.

## Statistiques
| Saison    | Club               | Pays        | Championnat         | Coupes nationales  | Coupe d'Europe          | Danemark         |
| --------- | ------------------ | ----------- | ------------------- | ------------------ | ----------------------- | ---------------- |
| 2007-2008 | Brøndby IF         | SAS Ligaen  | 19 matchs / 6 buts  | -                  | -                       | -                |
| 2008-2009 | Brøndby IF         | SAS Ligaen  | 5 matchs / 1 but    | Aucun Match        | 5 matchs (C3)           | -                |
| 2009-2010 | FC Nordsjælland    | SAS Ligaen  | 17 matchs / 2 buts  | 10 matchs / 2 buts | -                       | -                |
| 2010-2011 | FC Nordsjælland    | SAS Ligaen  | 28 matchs / 7 buts  | 9 matchs / 1 but   | 2 matchs (C3)           | -                |
| 2011-2012 | FC Nordsjælland    | SAS Ligaen  | 31 matchs / 11 buts | 2 matchs           | 2 matchs (C3)           | 6 matchs / 1 but |
| 2012-2013 | Greuther Fürth     | Bundesliga  | 5 matchs            | 1 match            | -                       | 2 matchs / 1 but |
| 2013      | Rosenborg Ballklub | Tippeligaen | 27 matchs / 3 buts  | 6 matchs / 2 buts  | 4 matchs / 1 but (C3)   | -                |
| 2014      | Rosenborg Ballklub | Tippeligaen | 26 matchs / 3 buts  | 3 matchs / 1 but   | 4 matchs (C3)           | -                |
| 2015      | Rosenborg Ballklub | Tippeligaen | 26 matchs / 7 buts  | 2 matchs           | 13 matchs / 4 buts (C3) | -                |
| 2015-2016 | FC Nordsjælland    | SAS Ligaen  | 8 matchs / 3 buts   | -                  | -                       | -                |
| 2016-2017 | FC Nordsjælland    | SAS Ligaen  | 16 matchs / 1 but   | 1 matchs           | -                       | -                |

Dernière mise à jour le 07/04/2017